# Lady for en dag
Lady for en dag (originaltitel Lady for a Day er en amerikansk dramakomediefilm fra 1933. Filmen er instrueret af Frank Capra og har May Robson i hovedrollen. Manuskriptet blev skrevet af Robert Riskin baseret på novellen Madame La Gimp af Damon Runyon fra 1929. Det var den første film som Capra fik en nominering til Oscar for bedste instruktør og den første Columbia Pictures-udgivelse som blev nomineret til en Oscar for bedste film ved 1934.